# Pierre de Villiers
Pierre Le Jolis de Villiers de Saintignon (Boulogne, 26 de julio de 1956), conocido como Pierre de Villiers, es un general francés. Fue jefe del Estado Mayor de las Fuerzas Armadas francesas desde febrero de 2014 hasta julio de 2017, cuando presentó su renuncia por discrepancias con el presidente Emmanuel Macron relativas a los recortes del presupuesto militar del país.
Es hijo de Jacques de Villiers, un militar condecorado con la Medalla de la Resistencia que fue encarcelado tras la guerra de Argelia por su participación en las actividades de la OAS, y hermano del político soberanista y conservador Philippe de Villiers.
En 2014 sucedió a Edouard Guillaud como Jefe de Estado Mayor, cargo que ocupó hasta finales de julio de 2017, cuando presentó su renuncia por sus discrepancias con los recortes del presupuesto militar. Tras su dimisión creó una empresa de consultoría y escribió varios libros.

## Libros publicados
- Servir (2017, Editorial Fayard)
- Qu'est-ce-qu'un chef? (2018, Editorial Fayard)
- L'équilibre est un courage (2020, Editorial Fayard)